# Elbingerode (Harz)
Elbingerode is een plaats en voormalige gemeente, thans een deelgemeente van Oberharz am Brocken, in de Duitse deelstaat Saksen-Anhalt, en maakt deel uit van de Landkreis Harz.
Elbingerode telt 5.591 inwoners.